# Frankfort (Illinois)
Frankfort ist ein Village in Illinois in den Vereinigten Staaten. Es liegt  im Cook County und im Will County und ist Bestandteil der Metropolregion Chicago. Das U.S. Census Bureau hat bei der Volkszählung 2020 eine Einwohnerzahl von 20.296 ermittelt.   

## Nachbargemeinden
| Mokena    | Orland Park | Tinley Park |
| New Lenox |             | Matteson    |
| Manhattan | Manteno     | Monee       |

## Parks
- Brookside Park
- Lincoln Meadows Park
- Prestwick Country Club

## Kirchen
- Frankfort United Methodist Church
- Good Shepherd Lutheran Church
- Peace Community Church
- Saint Anthonys Church
- Saint Peters United Church of Christ
- St. John Church

## Schulen
- Chelsea Elementary School
- Chelsea School
- Frankfort School
- Grand Prärie School
- Lincoln-Way East High School
- Summit Hill Junior High School

## Infrastruktur und Verkehrsanbindung
Die meisten Einwohner Frankforts arbeiten in der Metropolregion Chicago.
Frankfort ist über den U.S. Highway 30  und den U.S. Highway 45 an das amerikanische Straßennetz angeschlossen.
Die Stadt besitzt einen Eisenbahnanschluss.
Der nächstgelegene internationale Flughafen befindet sich in Chicago.
Der nächstgelegene Regionalflughafen befindet sich am Südrand von Frankfort.

## Städtepartnerschaften
- Weidhausen bei Coburg / Bayern / Deutschland.

## Bildergalerie

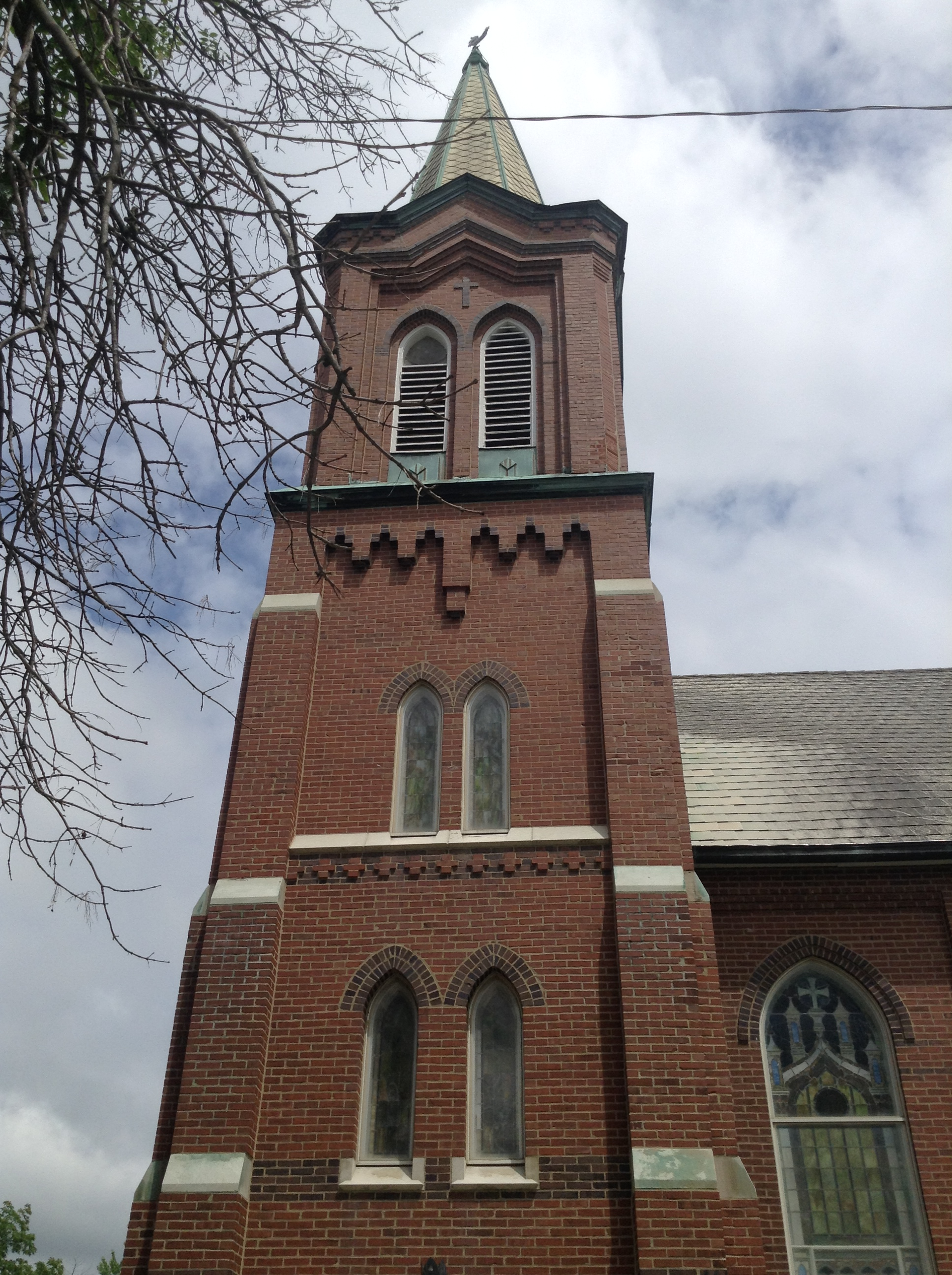
Kirche (2014)
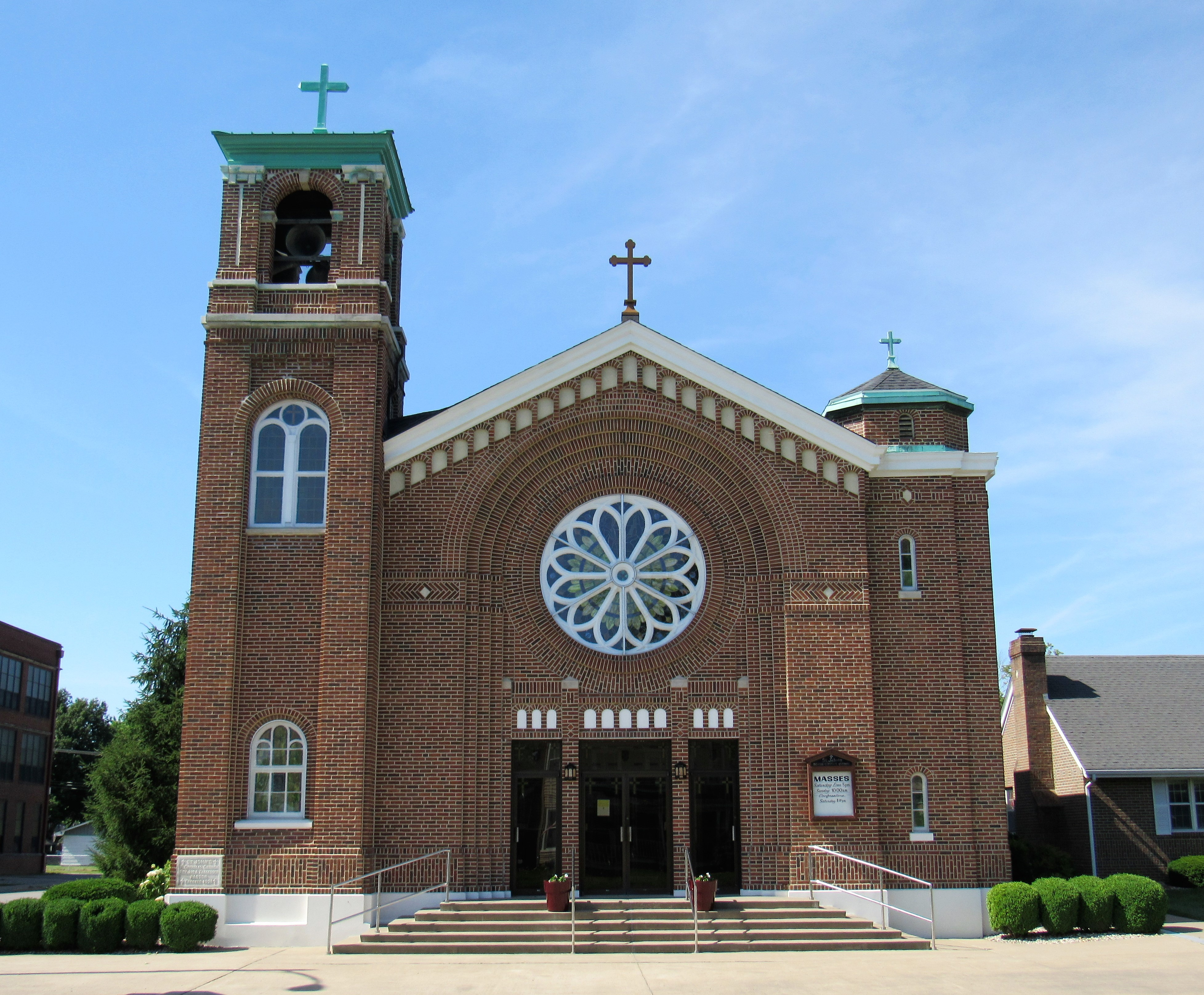
St. John Church (2018)
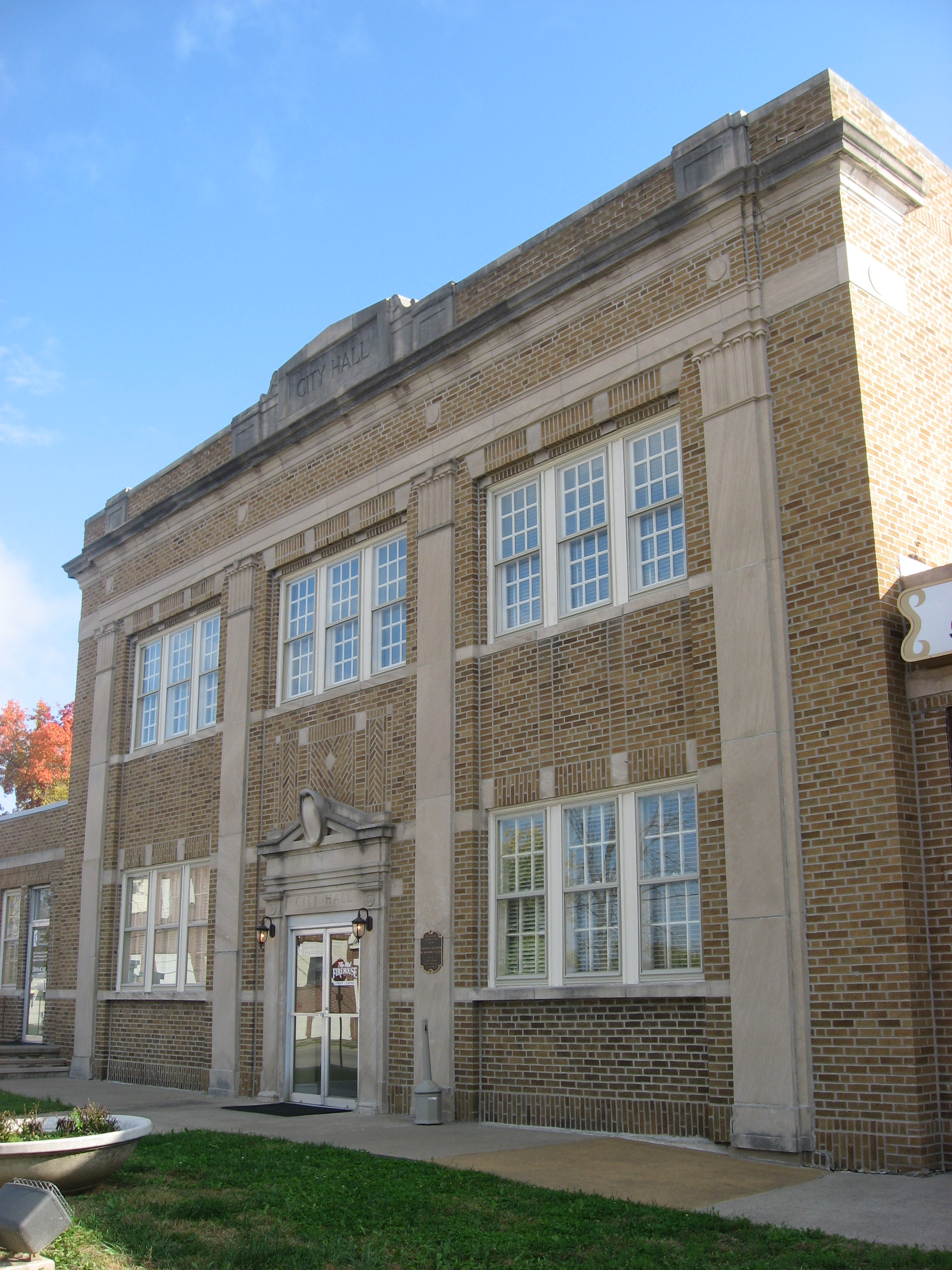
City Hall (2013)
Route 45
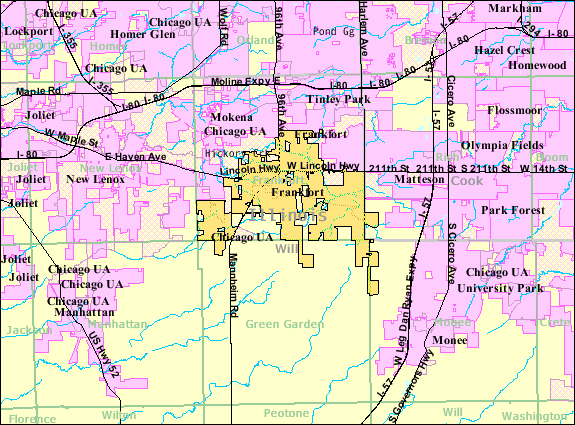
Karte

## Söhne und Töchter der Stadt
- Charles Aidman (* 1925, † 1993), Schauspieler
- Lou Boudreau (* 1917, † 2001), Baseballspieler
- George E. Sangmeister (* 1931, † 2007), Politiker
- William Cornelius Van Horne (* 1843, † 1915), Eisenbahnpionier